# Rovšek
Rovšek je priimek več znanih Slovencev:
- Andrej Rovšek (star.) (1836—1903), podobar
- Andrej Rovšek (ml.) (1864—1907), podobar in kipar
- Brigita Rovšek, zborovodkinja, radijska glasbena urednica
- Davorin Rovšek (1867—1949), fotograf in kinematografski podjetnik
- Jernej Rovšek (*1951), pravnik, namestnik varuhinje človekovih pravic
- Matej Rovšek, specialni pedagog, direktor Zavoda Janeza Levca
- Mitja Rovšek, narodnokulturni delavec na avstrijskem Kororškem (preds. SPZ)
- Sabina Rovšek, direktorica Izobraževalnega centra GEOSS Litija
- Thea Rovšek Witzemann (*1921), slovensko-nemška pesnica